# Modellbåtsbygge i trä
Det finns fyra grundläggande principer för att bygga en trämodell av ett båt eller fartyg: 
- Blockmetoden Skrovet formas ur ett stycke massivt träblock. För att undvika sprickor kan blocket med fördel limmas ihop av två tunnare block, med en vertikal skarv. Skarven syns visserligen sedan i däcket, men alternativet att ha skarven i skrovets sidor innebär ingen fördel.

- Skiktmetoden Skrovet formas av ett antal tunna plattor av trä vilka limmas ihop i ett homogent block. Blocken orienteras i sitt läge genom genomgående vertikala styrstavar, vilka avlägsnas efter att limmet har torkat.

- Bordläggning på skrovdummy, en teknik där en rad homogena spant placeras tätt längs utefter kölen för att bilda skrovformen, vilken sedan täcks med bordläggningen. Skrovdummyn kan också tillverkas av massivt trä.

- Spantbyggd modell Med den här tekniken byggs modellen på i princip samma sätt som ett skepp i full storlek är konstruerat. Kölen fixeras så den ligger rakt och horisontellt. Förstäv och akter monteras, spanten och eventuella övriga förstärkningar, varefter bortläggning läggs på över spanten.

Blockmetoden lämpar sig för små och medelstora modeller. Populärast är spantmetoden, som dock ställer krav på ritningens tillförlitlighet. Stäv- och akterparti byggs med fördel av block. Skrovet byggs rättvänt, eller upp- och nervänt, beroende på skrovformen.

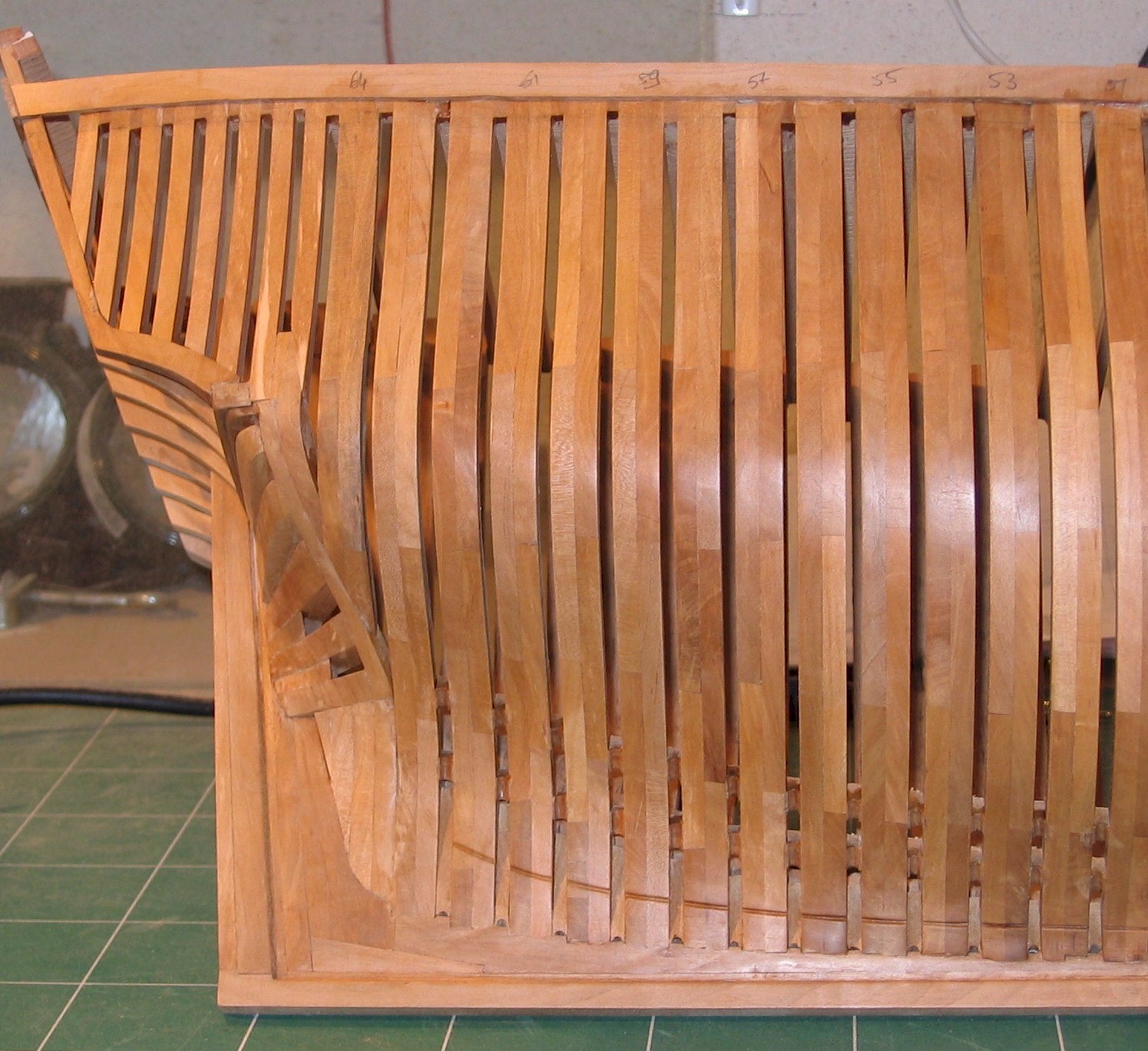
Marinmodell som visar skeppets spantform

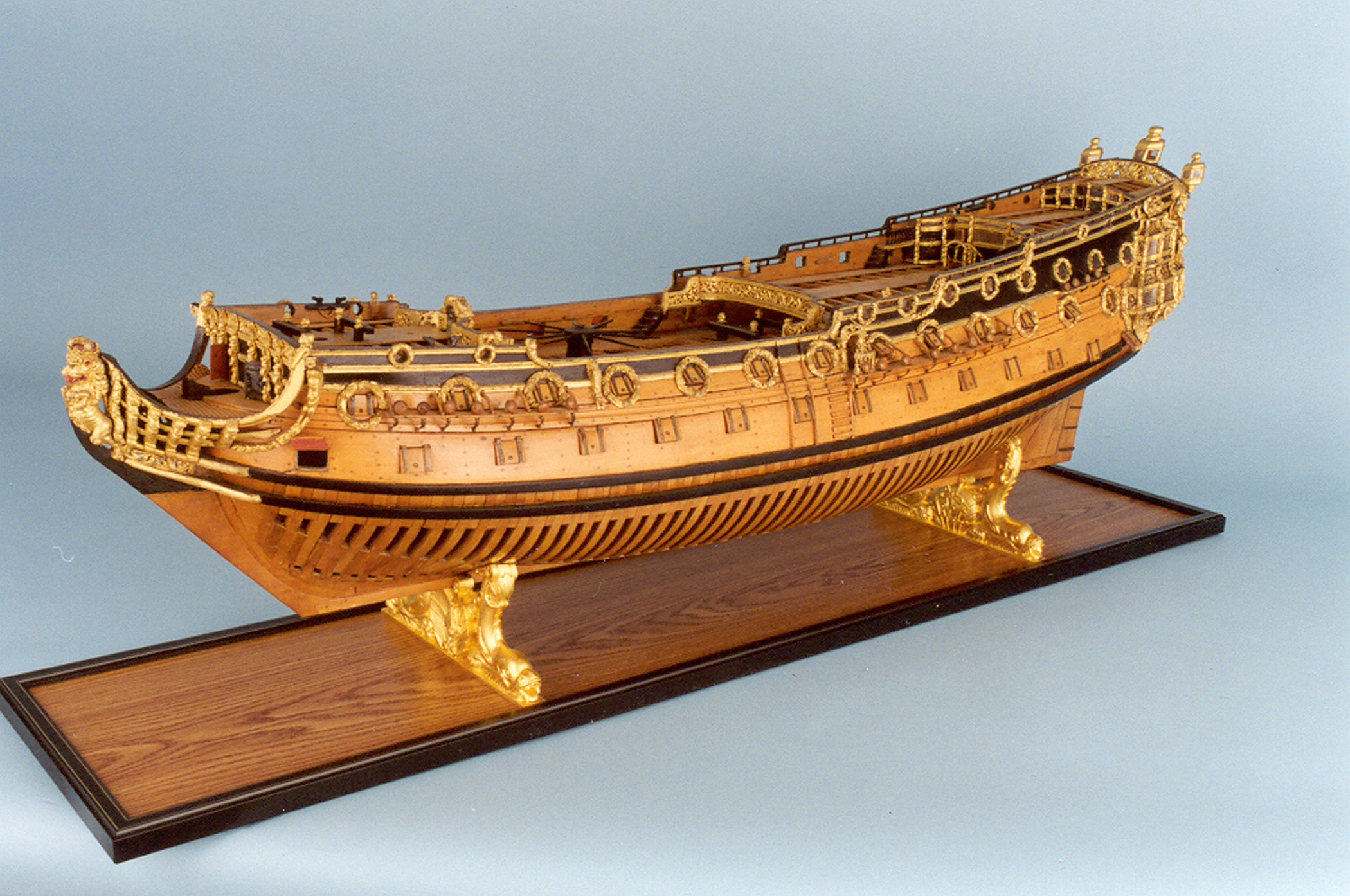
HMS Sussex utställd på US Naval Academy museum.

## Ritningar
I stället för att använda ritningar som gjorts speciellt för modellbåtar, använder många modellbyggare den ursprungliga ritningen eller kopia för respektive båt eller fartyget. 
Utgående från ursprungliga fartygets mått beräknar man i vilken skala man vill bygga (det vill säga vilket mått modellen skall ha). Lämpligen utgår man från något av ritningens  huvudmått, som är känt. Man kan ta ritningar för det ursprungliga fartyget till en kopieringsfirma och få ritningen förstorad eller förminskad till lämplig hanterbar skala. Om ritningskopians skala inte stämmer med modellens, kan man ändå enkelt arbeta direkt från dessa nya "originalritningar" genom att räkna ut omvandlingsfaktorn mellan ritningen och modellens önskade mått. Man multiplicerar sedan detaljmått från ritningen med omvandlingsfaktorn och får det mått respektive detalj i modellen skall ha.